# Schmidtiana sumatrana
Schmidtiana sumatrana är en skalbaggsart som beskrevs av Hayashi 1992. Schmidtiana sumatrana ingår i släktet Schmidtiana och familjen långhorningar. Inga underarter finns listade i Catalogue of Life.